# Au diable vauvert
Au diable vauvert est une maison d'édition indépendante française, fondée en 2000 par Marion Mazauric, Jacques Lavergne, Philippe Mandilas et Anne Guérand.

## Histoire
L'éditeur Au diable vauvert est fondé en 2000 par Marion Mazauric, auparavant directrice de collection aux éditions J'ai lu. Son siège se situe dans une ancienne école de village d'un lieu-dit dépendant de la commune de Vauvert, près de Nîmes,. Il comprend une résidence d'écrivains, subventionnée notamment par le Centre régional des lettres et la DRAC, qui accueille une vingtaine d'artistes par an.

## Catalogue
Le catalogue d'Au diable vauvert comprend de nombreux genres littéraires. La maison publie des romans d'auteurs français et étrangers, essentiellement anglo-saxons, mais aussi des pamphlets, de la science-fiction, des polars, ainsi que de la bande dessinée,.
Au diable vauvert présente des auteurs connus, comme Neil Gaiman, Tao Lin, Pierre Bordage et Douglas Coupland, ainsi que de jeunes romanciers,. La maison révèle l'avocat et activiste Juan Branco, l'écrivain belge Thomas Gunzig, dont le premier roman Mort d'un parfait bilingue reçoit le prix Victor-Rossel en 2001, ou encore Nicolas Rey, auquel est décerné en 2000 le prix de Flore pour le roman Mémoire courte.
En 2010, le prix Ciné Roman Carte Noire est attribué à son roman Un léger passage à vide. 
Parmi les autres livres publiés par Au diable vauvert ayant reçu une récompense, figure Transparences, le premier thriller d'Ayerdhal, auquel est attribué le prix polar Michel-Lebrun et le grand prix de l'Imaginaire,, Chroniques des ombres de Pierre Bordage qui a obtenu le Prix Thierry-Jonquet en 2014 et Le Liseur du 6h27 de Jean-Paul Didierlaurent auquel est attribué le prix du roman d'entreprise 2015.

## Données financières
En 2006, le chiffre d'affaires de l'éditeur, qui emploie six personnes, atteint le million d'euros. En six ans, ses ventes globales se montent à 300 000 exemplaires.
En 2010, le catalogue comprend 200 publications. La maison, dont le CA s'établit à 1,5 million d'euros, édite une vingtaine d'ouvrages par an. Au diable vauvert publie le roman Un léger passage à vide de Nicolas Rey, dont les ventes s'élèvent à 80 000 exemplaires.
En 2011, la maison édite Le Bal des hypocrites de Tristane Banon, tiré à 40 000 exemplaires, ce qui constitue la plus importante mise en place de l'éditeur. À cette date, les ventes globales de la maison se montent à 700 000 exemplaires.